# Гійом Дюфаї
Гійом Дюфаї (сучасна передача — Дюфе, фр. Guillaume Dufay; близько 1400 — 27 листопада 1474, Камбре) — франко-фламандський композитор, один з родоначальників нідерландської школи.

## Біографія
Ймовірно, Дюфаї народився неподалік від Брюсселя. Він був незаконнонародженою дитиною невідомого священника і жінки, яку звали Марі Дю-Фе (Marie Du Fayt). Марі після народження сина переїхала до Камбре, де жила в родича, який був каноніком у міському кафедральному соборі. Дюфаї виховувався в метризі при соборі, в 1409–1412 роках його ім'я було в списку хлопчиків-співочих. Вчителем Дюфаї в його юні роки був Рішар Локвіль (пом. 1418). Молодий музикант спілкувався також з Ніколя Греноном.
У червні 1414 року Дюфаї призначили капеланом у Сен-Жері (поруч із Камбре). Ймовірно, пізніше в тому ж році Дюфаї поїхав на церковний собор у Констанці, з якого повернувся до Камбре в 1418 році.
З листопада 1418 по 1420 рік Дюфаї був помічником священника в кафедральному соборі Камбре. У 1420 році він знову покинув Камбре, цього разу відправившись до Ріміні і Пезаро, де служив при дворі Малатеста. Там він писав мотети, балади і духовні твори для сімейних свят. Записів про його службу не збереглося, але деякі твори Дюфаї, що датуються цим часом, містять посилання, які дозволяють стверджувати, що Дюфаї дійсно був в Італії. Він зустрічався з композиторами дому Малатеста Гуго і Арнольдом де Лантен. В 1424 році Дюфаї знову повернувся до Камбре, оскільки захворів і помер родич, у якого жила його мати. У 1426 році Дюфаї знову вирушив до Італії, Болоньї, де вступив на службу до кардинала Луї д'Альману, папського легата. У Болоньї він служив помічником священника, а в 1428 році став священником. 1426 роком позначений рукопис веселого французького рондо Дюфаї «Adieu ces bons vins de Lannoys» («Прощайте, добрі вина Лануа»).
У 1428 році кардинал д'Альман був вигнаний з Болоньї сім'єю Канедолі — його суперниками, і Дюфаї теж покинув місто, прямуючи до Риму. Там він був прийнятий молодшим співаком у папську капелу, спочатку на службу папи Мартіна V, а після його смерті в 1431 році — папи Євгенія IV. У ті роки Дюфаї створив чимало творів з урочистих нагод: вибір нового папи, укладення миру, міські свята. Це були урочисті мотети, балади, частини мес.
У 1434 році Дюфаї був запрошений керувати капелою герцога Савойського Амадея VIII. З 1435 року він знову служив у папській капелі, тепер у Флоренції.
У 1436 році Дюфаї склав один зі своїх найвідоміших мотетів — «Nuper rosarum flores» з нагоди освячення 26 березня 1436 року нового флорентійського собору Санта-Марія-дель-Фйоре, купол якого був завершений великим зодчим Філіппо Брунеллескі. Крім співаків у виконанні брали участь і групи інструментів.
У цей час почалося зближення Дюфаї з родиною д'Есте у Феррарі, яка надавала заступництво музичному мистецтву і з якою він, ймовірно, познайомився в той час, коли служив при дворі Малатеста. Ріміні і Феррара розташовані близько один від одного географічно, а дві сім'ї були пов'язані шлюбами. Дюфаї склав принаймні одну баладу для маркіза Феррари Нікколо III. У 1437 році Дюфаї відвідав місто. Коли в 1441 році Нікколо помер, наступний маркіз підтримував контакти з Дюфаї, — надавав йому фінансову допомогу, сприяв поширенню його творів.
У 1437 році Дюфаї закінчив свою службу в папській капелі і папа подарував йому канонікат в Камбре.
Щоб стати каноніком у Камбре, Дюфаї вивчав юриспруденцією у Туринському університеті і отримав в 1437 році ступінь бакалавра права. У той час він знову був близький до дому Людовіка Савойського, носив почесне звання «Маестро капели», користувався заступництвом герцога.
Боротьба між папством і Собором в Базелі тривала протягом 1430-х років. Очевидно, Дюфаї розумів, що конфлікт загрожує і його становищу, особливо коли папа Євгеній IV був зміщений собором у 1439 році й герцог Савойський Амадей був обраний антипапою Феліксом V. У цей час Дюфаї повернувся на батьківщину, прибувши в Камбре в грудні 1439 Дюфаї залишався в Камбре протягом 1440-х років. У цей час він перебував на службі у герцога Бургундського. У Камбре він співпрацював з Нікола Греноном, коли проводилася повна ревізія збірок літургій у кафедральному соборі, яка включала написання поліфонічної музики для служб. На додаток до цієї музичної діяльності він займався рішенням загальних питань роботи собору. У 1444 році померла мати Дюфаї, вона була похована в соборі. В 1445 році Дюфаї переселився в будинок колишнього каноніка, який залишився його головним будинком до кінця життя.
В 1446 році Дюфаї отримав канонікат в Монсі на додаток до канонікату в Камбре.
Після зречення від престолу в 1449 році останнього антипапи (Фелікса V) боротьба між різними фракціями в церкві почала стихати, і Дюфаї знову залишив Камбре і попрямував на південь. Він приїхав до Турина в 1450 році, незабаром після смерті герцога Амадея, але повернувся до Камбре пізніше в тому ж році. У 1452 він знову поїхав у Савой і не повертався в Камбре шість років. У цей час він намагався знайти парафію або службу, яка дозволила б йому залишитися в Італії.
Збереглися багато творів цього періоду, включаючи чотири ламентації на падіння Константинополя в 1453 році, його відому месу, засновану на «Se la face ay pale», а також лист до Лоренцо Медічі.
Однак Дюфаї не зміг знайти задовільне місце з пенсією і повернувся на північ у 1458 році. Хоча в Савої він служив більш-менш офіційно як керівник хору в Людовіка Савойського, але, ймовірно, це була формальна посада, тому що його ім'я не згадується в записах капели. Коли він повернувся в Камбре, він був призначений каноніком собору. Дюфаї був тоді самим знаменитим композитором Європи.
Він знову встановив тісні зв'язки з бургундським двором і писав музику для нього. Він також приймав безліч відвідувачів, в числі яких були Антуан Бюнуа, Йоганнес Окегем, Йоан Тінкторіс (можливо, був учнем Дюфаї) і Луазе Компера. Всі вони істотно вплинули на розвиток поліфонічної школи. У цей час Дюфаї, ймовірно, написав свою месу, що базується на пісні «Озброєний чоловік»
(«L'homme armeé»), а також шансону на ту ж тему. Ця пісня була інспірована Філіпом Добрим, який закликав до нового хрестового походу проти турків, які нещодавно завоювали Константинополь.
Близько 1460 року Дюфаї також написав реквієм, який був згодом втрачений.
Дюфаї помер 27 листопада 1474 року. Він просив, щоб під час заупокійної служби заспівали його обробку антифону «Ave regina celorum», але через брак часу для підготовки служби волю покійного не було виконано.
Дюфаї похований у каплиці Св. Етьєна в кафедральному соборі Камбре. На могильній плиті було викарбувано його портрет. Після руйнування собору плита була загублена, але в 1859 році її виявили (вона використовувалася як кришка для колодязя). Зараз вона знаходиться в музеї в Ліллі.

## Музика
Дюфаї був одним з найвпливовіших композиторів XV століття, його музику копіювали, поширювали і виконували повсюдно. Багато композиторів наступних поколінь сприйняли елементи його стилю.
Музична спадщина Дюфаї включає ті ж поліфонічні вокальні жанри, підготовлені попереднім ходом музичного розвитку, які стають типовими для нідерландської школи. Він пише духовну музику: меси, мотети, магніфікати, гімни, пісні (застосовуючи фобурдон) і антифони, а також різноманітні світські пісні. Вся музика Дюфаї, що дійшла до нас, вокальна, але інструменти часто використовувалися при виконанні (у вступах, закінченнях, що йдуть без слів, у супроводі).
Збереглися 19 мотетів (з них 11 ізоритмічних), 9 мес на повний текст ординарія і ряд окремих частин ординарія (в тому числі знаменита Gloria 'ad modum tubae' — букв.Gloria зразок труби), 3 магніфікати, 15 антифонів, 24 гімнів, 87 світських пісень (близько 80 балад, віреле і рондо на французькі тексти, 7 баллат і рондо на італійські тексти).
Ряд анонімних творів середини XV століття приписується йому (наприклад, чудову месу «Caput», яка довгий час вважалася твором Дюфаї, сучасна наука вважає анонімною).

### Пісні
Шансон Дюфаї — це переважно невеликі (Від 20 до 40 тактів, зрідка більше) триголосні твори.
У більшості пісень провідна роль належить верхньому голосу. У будові переважає принцип строфічності: різні розділи тексту поєднуються з однією і тією ж музикою (або за її близькими варіантами). Щоб витримати повторення, мелодія повинна була бути гнучкою і соковитою. Пісні Дюфаї дуже образні, для виразності він вибирає найрізноманітніші засоби: це і вокальне триголосий при рівності партій (Балада «J'ai mis mon cuer»), і виділення одного інструментального голосу при діалозі двох верхніх («La belle se siet») або «змагання» верхнього та нижнього, і виділення лише інструментального начала у вступах і висновках («Helas, ma dame», «Donna i ardenti»), і зведення нижніх голосів до супроводу вокальної мелодії («Belle, que vous ay ie mesfait»).
Одне з ранніх рондо Дюфаї — коротка застільна пісня — Прощання з друзями «Adieu ces bons vins de Lannoys» («Прощайте, добрі вина Ланнуа»). Її мелодія проста, близька побутової музиці. Тип таких французьких пісень підготовлений ще трубадурами.
Французька традиція відчувається в баладі «La belle se siet». Тут дві вокальні партії підтримані простий опорою баса. Два верхніх голоси починають «розповідь» про красуні, яка плаче і зітхає … речитація верхнього голосу: «Батько її питає: „Що з вами, доню?“»; потім ця ж фраза проходить в контратенор. Обидві партії: «Чи бажаєте ви чоловіка, чоловіка, чоловіка або пана?»
Прикладами пісень, в яких одному з голосів доручено ведення ліричної мелодії, а іншим — підтримка і «інструментальний» супровід, можуть служити рондо «Helas, ma dame» («На жаль, моя дама») і «Donna i ardenti».

### Мотети
Мотети Дюфаї дуже різноманітні: є великі поліфонічні композиції на два або три тексти одночасно і камерні вокальні твори з виділенням верхнього голосу, є мотети на основі cantus firmus'a, на канонічну тему-мелодію (з антифону, респонсорія тощо), витримані в строгому поліфонічному складі, і мотети з незалежними вільними голосами, не пов'язані запозиченим тематизмом, ліричні й урочисті. Найчастіше Дюфаї створює мотети для чотирьох голосів, рідше — для трьох, у вигляді винятку — для п'яти (при двох чи трьох текстах). Майже всі мотети написані на латинський текст. Один духовний мотет, з числа присвячених Діві Марії, створений Дюфаї на італійський текст VIII канцони Петрарки («Vergine bella»).
«Пісенні мотети» Дюфаї від власне поліфонічного мотету відрізняли тісний зв'язок мелодії з текстом, виразність і образність, підпорядкованість нижніх голосів верхньому, розгортання форми з декількох «строф» без повторень до значного обсягу (вдвічі і втричі більше середнього обсягу пісень у Дюфаї).
Пісенний мотет «О beate Sebastiane» («О, блаженний Себастьян») написаний під час епідемії чуми в Римі. Текст, що благає про звільнення широко розспівується у верхньому голосі. Нижній голос (контратенор) носить швидше інструментальний характер. У співвідношеннях тенора і контратенора помітна ізоритмія, її Дюфаї використовує для «Скріплення» форми.
Інципіти кількох відомих мотетів Дюфаї:
- «Nuper rosarum flores» (до освячення кафедрального собору у Флоренції),
- «Ave Regina coelorum» (на текст відомого богородичного антифону «Радуйся, Цариця небесна»),
- «Ecclesiae militantis» («Церкви войовничої»),
- «Alma redemptoris mater» (на текст відомого богородичного антифону «Благодатна Мати Спасителя»),
- «Vasilissa ergo gaude» (для К. Малатеста у зв'язку з весільним торжеством).

### Меси
Дюфаї ствердив чотириголосну месу як головний жанр нідерландської поліфонії. Cantus firmus, що проходить в партії тенора, який об'єднує всі частини меси, тепер не обов'язково григоріанський хорал, мелодія часто запозичується з популярних світських пісень. Такі меси «L'homme armé» (На мотив популярної пісні «Озброєна людина») і «Se la face ay pale» (на мелодію самого Дюфаї «Її личко поблідло»). Дюфаї вніс до месу багато нового: набагато ширше розгорнув композицію циклу, прагнув до єдності твори в цілому, а не тільки в межах кожної частини, використовуючи інтонаційні зв'язки, варіювання вже озвученого, імітації, канони, розробив основи багатоголосся. У межах хору a cappella Дюфаї пробував послідовне скандування тексту у швидкому темпі (у Credo), хорально-акордовий виклад у великих масштабах (в Gloria), дуже широкі розспіви слів і складів.
Дюфаї написав дев'ять повних мес і значну кількість їх частин, які іноді з'єднані по дві чи по три, а в інших випадках існують як поодинокі. Циклічні меси прийнято періодизувати таким чином: до раннього періоду (1426–1428) відносять меси «Sine nomine», «Sancti Jacobi» і «Sancti Antonii Viennensis», до 1440–1450 років меси «Caput» (авторство Дюфаї під сумнівом), «La mort de Saint Gothard», «L'homme armé», «Se la face ay pale», приблизно до 1463–1465 років меси «Ессе ancilla Domini» і «Ave Regina coelorum».
Як cantus firmus великої чотириголосної меси «Se la face ay pale» Дюфаї взяв середній голос своєї триголосної пісні. З мелодії обсягом в 30 тактів він зумів побудувати грандіозний твір: мелодія пісні виконується на початку і в кінці «Kyrie» і «Agnus Dei», чутна в «Sanctus», а в «Gloria» і «Credo» тема проводиться по три рази. Регістр мелодії пісні зберігається, але в месі вона викладена великими тривалостями і її приховують інші, рухливіші голоси.

## Твори
- Guillaume Dufay, Opera omnia (collected works in six volumes), ed. Heinrich Besseler with revisions by David Fallows // Corpus mensurabilis musicae (CMM) 1, American Institute of Musicology, 1951–1995